# Castillo de colina

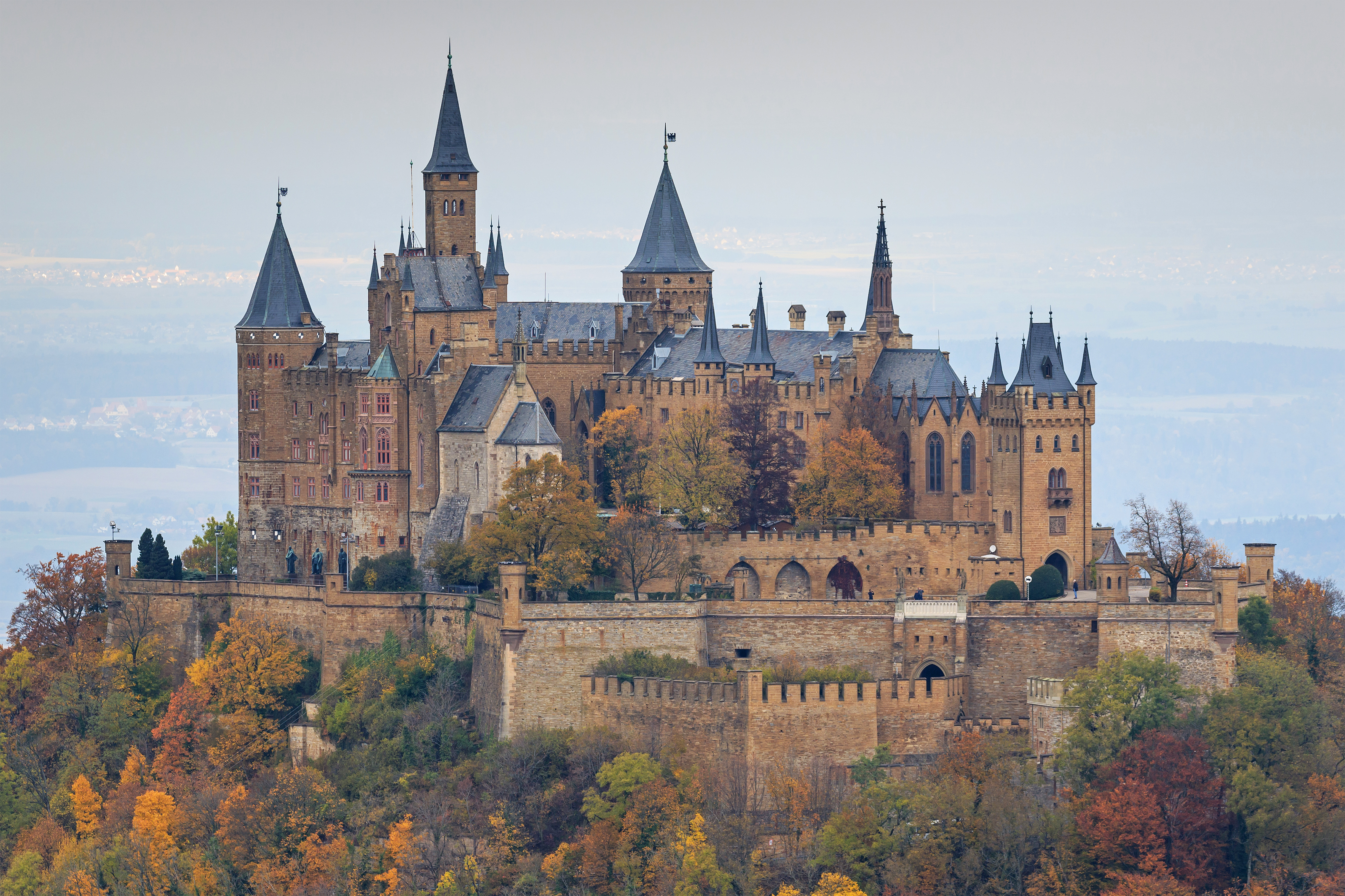
Castillo de Hohenzollern en el Jura suabo.

Un castillo de colina es un castillo construido sobre una elevación natural del terreno circundante. Es un término derivado del alemán Höhenburg utilizado al clasificar los castillos por su ubicación topográfica. Los castillos de colina se distinguen de los castillos de llanura o de tierras bajas. (Niederungsburgen).
Los castillos de colina se pueden subdividir según su emplazamiento:
- Castillo de cima (Gipfelburg), que se encuentra en la cima de una colina con fuertes caídas por todos lados. Un tipo especial es el castillo roquero o Felsenburg.
- Castillo de cresta (Kammburg), que está construido sobre la cresta de una cordillera.
- Castillo de ladera (Hangburg), que está construido en la ladera de una colina y, por lo tanto, está dominado por terreno elevado por un lado.
- Castillo montano (Spornburg), que está construido sobre un espolón rodeado de terreno empinado en tres lados y, por lo tanto, solo necesita ser defendido en uno de sus lados.

Cuando en los siglos X y XI los castillos perdieron su carácter puro de fortaleza y fueron construidos cada vez más como castillos residencia para los reyes y la nobleza, el castillo de colina fue la opción preferida debido a su mejor capacidad defensiva. En Alemania, casi el 66 % de todos los castillos medievales (Burgen) conocidos en la actualidad son del tipo castillo de colina.
En los primeros siglos de la construcción de castillos, solo los grandes nobles y reyes tenían poder para construirlos. A partir del siglo XII, sin embargo, los ministeriales imperiales de mayar rango también construyeron grandes castillos de colina. Este patrón fue seguido en el siglo XIII por la nobleza menor.
Hoy en día, los castillos de colina se usan principalmente como atracciones turísticas porque a menudo tienen buenas vistas, aunque también por la visita del público. En algunos casos, donde se conservan, se puede visitar el interior del castillo.
Ejemplos de castillos en las colinas son el castillo de Kriebstein (castillo montano), el castillo de Marksburg (castillo de cima), el castillo de Ehrenfels (castillo de ladera) y el castillo de Schachenstein (castillo roquero).